# Feldbergrennen
De Feldbergrennen vormden een serie races met auto's en motorfietsen die van 1920 tot 1954 werden georganiseerd in de omgeving van de Großer Feldberg in de toenmalige Obertaunuskreis (tegenwoordig: Hessen) in het Taunusgebergte.

het circuit in de jaren vijftig

## Geschiedenis
Tot in de jaren vijftig was het in Duitsland tamelijk gebruikelijk dat raceweekenden werd gecombineerd: auto en motorraces. Dat gold ook voor de Feldbergrennen, die met tussenpozen werden georganiseerd: van 1920 tot 1928, van 1934 tot 1936 en van 1950 tot 1954, hoewel er ook al in 1904 een race op de Großer Feldberg was gehouden. Die werd gewonnen door Martin Pfeifer met een Neckarsulm. De wedstrijden werden altijd verreden op een stratencircuit, dat in de loop van de tijd veranderde. In de beginjaren was het een heuvelklim van 8 kilometer lang, in de jaren dertig werd het verlengd tot 12 kilometer en bij het herstarten na de Tweede Wereldoorlog was het een rondlopend stratencircuit van 11,6 kilometer lengte.

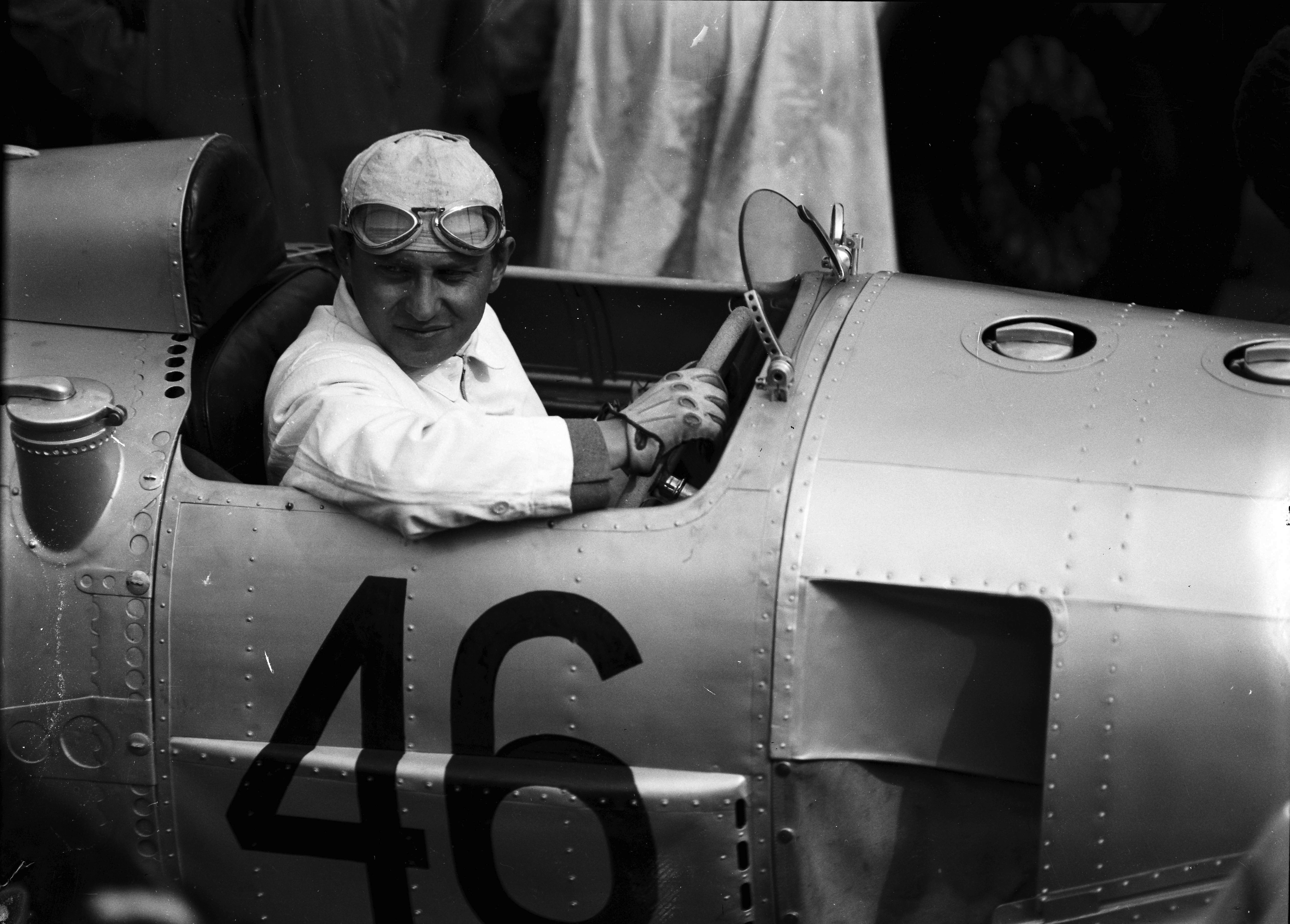
August Momberger was in 1923 waarschijnlijk de jongste deelnemer. De foto dateert echter uit 1934, met een Auto Union op de AVUSring.

### Feldberg-Bergpreis 1920-1928 (Heuvelklim)
In de jaren twintig werden de auto's aanvankelijk ingedeeld naar het Fiscaal vermogen (Steuer-PS), een systeem waarbij belasting naar vermogen moest worden bepaald, maar waarbij dat vermogen niet nauwkeurig berekend werd. In Duitsland vertegenwoordigden elke 262 cc een "Steuer-PS". Zo stond de Adler waarmee Carl Iron de 12pk-klasse van 1920 won te boek voor 12 fiscale pk's, maar de auto leverde in werkelijkheid 50 pk. De meeste deelnemers waren amateurs, veelal rijken die een auto konden betalen. In 1925 stapte men af van de klassen-indeling naar fiscaal vermogen en gebruikte men de inmiddels meer gebruikelijke indeling naar cilinderinhoud, maar ook naar toer- sport- en racewagens en naar privérijders en fabrieksrijders. Deze laatste indeling was echter nogal ondoorzichtig en min of meer willekeurig. In 1927 liet men ook de toerwagenklasse vervallen omdat de scheiding tussen toer- en sportwagens niet duidelijk was.

#### Vrouwelijke deelnemers
Zelfs dames namen vanaf het begin deel: Ines Folville uit Frankfurt am Main werd al in 1922 tweede in de 10pk-klasse met een Steiger en in 1926 werd ze tweede in de Racewagenklasse tot 1100 cc met een Amilcar. Gretel Kalinowsky won in 1922 als bakkeniste met haar man Hugo de 500cc-zijspanklasse. In 1925 won Friedel Wessinger als rijdster de 1000cc-zijspanrace. In 1928 won Änne Wiest uit Darmstadt (die een internationale racelicentie bezat) de sportwagenklasse tot 500 cc met een Hanomag Kommissbrot, Liliane Roehrs uit Hannover won met een Adler de 1500cc-sportwagenklasse voor internationale licentiehouders, Margot Gräfin von Einsiedel uit München won met een Steyr de sportwagenklasse tot 5000 cc voor internationale licentiehouders en Friedel Wessinger uit Pforzheim won met een Wanderer-zijspancombinatie de 1000cc-zijspanklasse van 1925. Lore Keller, die later trouwde met coureur Alois Stößer, won in 1927 de 600cc-zijspanklasse met een snelheid die aanmerkelijk hoger lag dan die van haar 1000cc-collega's.
August Momberger uit Bad Homburg, die in 1923 totaalwinnaar werd, werd "Bubi" genoemd, omdat hij op dat moment pas 18 jaar oud was. Momberger zou in 1928 ook de 3000cc-klasse winnen.

#### Resultaten
|                               | Automobielen                                   | Automobielen                           | Automobielen                           |                                                    | Motorfietsen                                       | Motorfietsen                           | Motorfietsen |
| Jaar                          | Klasse                                         | Winnaar                                | Bijzonderheden                         | Klasse                                             | Winnaar                                            | Bijzonderheden                         |              |
| ----------------------------- | ---------------------------------------------- | -------------------------------------- | -------------------------------------- | -------------------------------------------------- | -------------------------------------------------- | -------------------------------------- | ------------ |
| 1920                          | 6 Steuer-PS                                    | M. Engel (Wanderer 1572 cc)            | M. Engel (Wanderer 1572 cc)            |                                                    |                                                    |                                        |              |
| 1920                          | 10 Steuer-PS                                   | Conrad (Adler 2620 cc)                 | Conrad (Adler 2620 cc)                 |                                                    |                                                    |                                        |              |
| 1920                          | 12 Steuer-PS                                   | Carl Iron (Adler 2820 cc/50 pk)        | Totaalwinnaar                          |                                                    |                                                    |                                        |              |
|                               |                                                |                                        |                                        |                                                    |                                                    |                                        |              |
| 1921                          |                                                |                                        |                                        |                                                    |                                                    |                                        |              |
| 6 Steuer-PS                   | Hans Ludwig (Selve 1572 cc)                    | Hans Ludwig (Selve 1572 cc)            | 350 cc                                 | Krug (Ardie)                                       | Krug (Ardie)                                       |                                        |              |
| 9 Steuer-PS                   | Wilhelm Gloeckler (NSU 2358 cc)                | Wilhelm Gloeckler (NSU 2358 cc)        | 500 cc                                 | F. Herzberger (NSU)                                | F. Herzberger (NSU)                                |                                        |              |
| 12 Steuer-PS                  | Schwarz (Adler 3144 cc, 34 pk)                 | Schwarz (Adler 3144 cc, 34 pk)         | 1000 cc                                | Otto Glöckler (NSU)                                | Totaalwinnaar                                      |                                        |              |
| 12 Steuer-PS                  | Emil Volz (Adler 3144 cc, 34 pk)               | Totaalwinnaar                          |                                        |                                                    |                                                    |                                        |              |
| Sonderklasse                  | Phillip Karrer (Opel)                          | Phillip Karrer (Opel)                  |                                        |                                                    |                                                    |                                        |              |
|                               |                                                |                                        |                                        |                                                    |                                                    |                                        |              |
| 1922                          |                                                |                                        |                                        |                                                    |                                                    |                                        |              |
| 10 Steuer-PS racewagens       | Willy Kellner (Adler)                          | Willy Kellner (Adler)                  | 150 cc                                 | Fritz von Opel (Opel)                              | Fritz von Opel (Opel)                              |                                        |              |
| 10 Steuer-PS toerwagens       | Carl Iron (Adler)                              | Carl Iron (Adler)                      | 250 cc                                 | Fritz Knappe (Opel)                                | Fritz Knappe (Opel)                                |                                        |              |
| 10 Steuer-PS fabriekscoureurs | Schulze-Steprath (Mercedes)                    | Schulze-Steprath (Mercedes)            | 350 cc                                 | Hans Kathe (Wanderer)                              | Hans Kathe (Wanderer)                              |                                        |              |
| 10 Steuer-PS privécoureurs    | Ewald Kroth (Adler)                            | Ewald Kroth (Adler)                    | 500 cc                                 | Fritz Kleemann (Triumph Ricardo)                   | Fritz Kleemann (Triumph Ricardo)                   |                                        |              |
| 8 Steuer-PS fabriekscoureurs  | Hugo Kalinowski (Selve 2096 cc)                | Hugo Kalinowski (Selve 2096 cc)        | 750 cc                                 | Fritz Kleemann (Triumph)                           | Totaalwinnaar                                      |                                        |              |
| 8 Steuer-PS privécoureurs     | Hans Ludwig (Opel)                             | Hans Ludwig (Opel)                     | 1000 cc                                | Fritz Mettenheimer (NSU)                           | Fritz Mettenheimer (NSU)                           |                                        |              |
| 6 Steuer-PS fabriekscoureurs  | Alfred Köllner (Dixi 1572 cc)                  | Alfred Köllner (Dixi 1572 cc)          | Zijspan 500 cc                         | Hugo Kalinowski/ Gretel Kalinowsky (Victoria-Kali) | Hugo Kalinowski/ Gretel Kalinowsky (Victoria-Kali) |                                        |              |
| 6 Steuer-PS privécoureurs     | M. Engel (Wanderer 6 S-PS)                     | M. Engel (Wanderer 6 S-PS)             | Zijspan 750 cc                         | F. Götz (Triumph)                                  | F. Götz (Triumph)                                  |                                        |              |
| Onbekend                      | Carl Jörns (Opel)                              | Totaalwinnaar                          |                                        |                                                    |                                                    |                                        |              |
|                               |                                                |                                        |                                        |                                                    |                                                    |                                        |              |
| 1923                          | Onbekend                                       | August Momberger (Mercedes)            | Totaalwinnaar                          |                                                    |                                                    |                                        |              |
|                               |                                                |                                        |                                        |                                                    |                                                    |                                        |              |
| 1924                          | Racewagens tot 1500 cc                         | Hans Birk (Rabag-Bugatti)              | Totaalwinnaar                          | 150 cc fabriekscoureurs                            | Josef Klein (Allright)                             | Josef Klein (Allright)                 |              |
| 1924                          | Toerwagens tot 4 Steuer-PS                     | Paul Schäfer (Amilcar 1048 cc)         | Paul Schäfer (Amilcar 1048 cc)         | 150 cc privécoureurs                               | Adolf Mahr (Cockerell)                             | Adolf Mahr (Cockerell)                 |              |
| 1924                          | Toerwagens tot 5 Steuer-PS fabriekscoureurs    | C. Baumeister (Wanderer 1310 cc)       | C. Baumeister (Wanderer 1310 cc)       | 250 cc privécoureurs                               | Willi Stork (Horex)                                | Willi Stork (Horex)                    |              |
| 1924                          | Toerwagens tot 5 Steuer-PS privécoureurs       | Max Link (NSU 1500 cc)                 | Max Link (NSU 1500 cc)                 | 250 cc fabriekscoureurs                            | Phillip Karrer (Horex)                             | Phillip Karrer (Horex)                 |              |
| 1924                          | Toerwagens tot 6 Steuer-PS fabriekscoureurs    | Hans-Joachim Schaede (Ley T6b)         | Hans-Joachim Schaede (Ley T6b)         | 350 cc privécoureurs                               | Georg May (FN)                                     | Georg May (FN)                         |              |
| 1924                          | Toerwagens tot 6 Steuer-PS privécoureurs       | Jozsi von Gans (Chiribiri 1572 cc)     | Jozsi von Gans (Chiribiri 1572 cc)     | 350 cc fabriekscoureurs                            | Josef Klein (Allright-JAP)                         | Josef Klein (Allright-JAP)             |              |
| 1924                          | Toerwagens tot 8 Steuer-PS fabriekscoureurs    | A. Fischer (Bugatti 2096 cc)           | A. Fischer (Bugatti 2096 cc)           | 500 cc privécoureurs                               | B. von Eckartsberg (Sunbeam)                       | B. von Eckartsberg (Sunbeam)           |              |
| 1924                          | Toerwagens tot 8 Steuer-PS privécoureurs       | Fritz Kleemann (Bugatti 2096 cc)       | Fritz Kleemann (Bugatti 2096 cc)       | 500 cc fabriekscoureurs                            | Fritz Mettenheimer (Sunbeam)                       | Totaalwinnaar                          |              |
| 1924                          | Toerwagens tot 10 Steuer-PS fabriekscoureurs   | Albert Adler (Benz)                    | Albert Adler (Benz)                    | >500 cc privécoureurs                              | Gerhard Becker (Indian 750)                        | Gerhard Becker (Indian 750)            |              |
| 1924                          | Toerwagens tot 10 Steuer-PS privécoureurs      | G. Huth (Presto 2620 cc)               | G. Huth (Presto 2620 cc)               | >500 cc fabriekscoureurs                           | Debowiak (D-Rad)                                   | Debowiak (D-Rad)                       |              |
| 1924                          | Toerwagens tot 16 Steuer-PS fabriekscoureurs   | Hans Ludwig (Opel)                     | Hans Ludwig (Opel)                     | Zijspan 500 cc                                     | Heinz Kruck (Saroléa)                              | Heinz Kruck (Saroléa)                  |              |
| 1924                          | Toerwagens tot 16 Steuer-PS privécoureurs      | Daniel Maier (Steiger 4192 cc)         | Daniel Maier (Steiger 4192 cc)         | Zijspan >500 cc fabriekscoureurs                   | Ludwig Schweizer (Harley-Davidson 750)             | Ludwig Schweizer (Harley-Davidson 750) |              |
| 1924                          | Toerwagens boven 16 Steuer-PS fabriekscoureurs | A. Frey (Marmon 4500 cc)               | A. Frey (Marmon 4500 cc)               |                                                    |                                                    |                                        |              |
| 1924                          | Toerwagens boven 16 Steuer-PS privécoureurs    | Carl Iron (Adler 4500 cc)              | Carl Iron (Adler 4500 cc)              |                                                    |                                                    |                                        |              |
|                               |                                                |                                        |                                        |                                                    |                                                    |                                        |              |
| 1925                          | 4500 cc                                        | Huldreich Heusser (Steyr)              | Huldreich Heusser (Steyr)              | 125 cc privécoureurs                               | Wilhelm Roth (Grade)                               | Wilhelm Roth (Grade)                   |              |
| 1925                          |                                                |                                        |                                        | 125 cc fabriekscoureurs                            | Fritz Werrhausen (Grade)                           | Fritz Werrhausen (Grade)               |              |
| 1925                          | 175 cc privécoureurs                           | Otto Grohé (DKW)                       | Otto Grohé (DKW)                       |                                                    |                                                    |                                        |              |
| 1925                          | 175 cc fabriekscoureurs                        | Arthur Geiss (DKW)                     | Arthur Geiss (DKW)                     |                                                    |                                                    |                                        |              |
| 1925                          | 250 cc privécoureurs                           | Emil Kern (MT)                         | Emil Kern (MT)                         |                                                    |                                                    |                                        |              |
| 1925                          | 250 cc fabriekscoureurs                        | Phillip Karrer (Horex)                 | Phillip Karrer (Horex)                 |                                                    |                                                    |                                        |              |
| 1925                          | 350 cc privécoureurs                           | Willi Schwarz (Saroléa)                | Willi Schwarz (Saroléa)                |                                                    |                                                    |                                        |              |
| 1925                          | 350 cc fabriekscoureurs                        | Fritz Kleemann (Horex)                 | Fritz Kleemann (Horex)                 |                                                    |                                                    |                                        |              |
| 1925                          | 500 cc privécoureurs                           | August Rosset (Sunbeam)                | August Rosset (Sunbeam)                |                                                    |                                                    |                                        |              |
| 1925                          | 500 cc fabriekscoureurs                        | Hans Geyer (BMW R 37)                  | Hans Geyer (BMW R 37)                  |                                                    |                                                    |                                        |              |
| 1925                          | 750 cc privécoureurs                           | Adolf Metzger (Montgomery)             | Adolf Metzger (Montgomery)             |                                                    |                                                    |                                        |              |
| 1925                          | 750 cc fabriekscoureurs                        | Otto Glöckler (Norton)                 | Otto Glöckler (Norton)                 |                                                    |                                                    |                                        |              |
| 1925                          | 1000 cc privécoureurs                          | Dr. Lharp (Harley-Davidson)            | Dr. Lharp (Harley-Davidson)            |                                                    |                                                    |                                        |              |
| 1925                          | 1000 cc privécoureurs                          | Ernst Hofmann (Triumph)                | Ernst Hofmann (Triumph)                |                                                    |                                                    |                                        |              |
| 1925                          | 1000 cc fabriekscoureurs                       | Karl Schäfer (New Imperial)            | Totaalwinnaar solomotoren              |                                                    |                                                    |                                        |              |
| 1925                          | Zijspan 600 cc fabriekscoureurs                | Erich Pätzold (Imperia)                | Erich Pätzold (Imperia)                |                                                    |                                                    |                                        |              |
| 1925                          | Zijspan 1000 cc privécoureurs                  | Friedel Wessinger (Wanderer)           | Totaalwinnares zijspannen              |                                                    |                                                    |                                        |              |
| 1925                          | Zijspan 1000 cc fabriekscoureurs               | Ludwig Schweizer (Harley-Davidson)     | Ludwig Schweizer (Harley-Davidson)     |                                                    |                                                    |                                        |              |
|                               |                                                |                                        |                                        |                                                    |                                                    |                                        |              |
| 1926                          | Sportwagens tot 1100 cc fabriekscoureurs       | August Eisenauer (Salmson)             | August Eisenauer (Salmson)             | 175 cc                                             | A. Sourdot (Monet-Goyon)                           | A. Sourdot (Monet-Goyon)               |              |
| 1926                          | Sportwagens tot 1100 cc privécoureurs          | Ulrich Kerwer (Opel)                   | Ulrich Kerwer (Opel)                   | 250 cc                                             | Hans Hieronymus (Ermag)                            | Totaalwinnaar solomotoren              |              |
| 1926                          | Toerwagens tot 1100 cc fabriekscoureurs        | Wilhelm Hess (Opel)                    | Wilhelm Hess (Opel)                    | 350 cc                                             | August Bohrmann (New Gerrard)                      | August Bohrmann (New Gerrard)          |              |
| 1926                          | Toerwagens tot 1100 cc privécoureurs           | H. Krumm (Pluto)                       | H. Krumm (Pluto)                       | 500 cc                                             | Karl Eickelmann (Ariel)                            | Karl Eickelmann (Ariel)                |              |
| 1926                          | Sportwagens tot 1500 cc fabriekscoureurs       | Alber Wruck (Adler)                    | Alber Wruck (Adler)                    | 750 cc                                             | Wilhelm Glöckler (Norton)                          | Wilhelm Glöckler (Norton)              |              |
| 1926                          | Sportwagens tot 1500 cc privécoureurs          | Richard Fuchs (Bugatti)                | Richard Fuchs (Bugatti)                | 1000 cc                                            | Fritz Kleemann (Horex)                             | Fritz Kleemann (Horex)                 |              |
| 1926                          | Toerwagens tot 1500 cc fabriekscoureurs        | Hans Derenberg (OM)                    | Hans Derenberg (OM)                    | Zijspan 600 cc                                     | Fritz Pullig (Güldner)                             | Totaalwinnaar zijspannen               |              |
| 1926                          | Toerwagens tot 1500 cc privécoureurs           | Max Link (NSU)                         | Max Link (NSU)                         | Zijspan 1000 cc                                    | Karl Engel (BSA)                                   | Karl Engel (BSA)                       |              |
| 1926                          | Racewagens tot 1570 cc privécoureurs           | Richard Ruckle (Salmson)               | Richard Ruckle (Salmson)               | Cyclecars                                          | Wilhelm Schwarz (Diabolo Cyclecar)                 | Wilhelm Schwarz (Diabolo Cyclecar)     |              |
| 1926                          | Racewagens tot 1570 cc fabriekscoureurs        | Hans Birk (Brescia-Bugatti)            | Hans Birk (Brescia-Bugatti)            |                                                    |                                                    |                                        |              |
| 1926                          | Sportwagens tot 2000 cc fabriekscoureurs       | Maurice Folville (Bignan)              | Maurice Folville (Bignan)              |                                                    |                                                    |                                        |              |
| 1926                          | Sportwagens tot 2000 cc privécoureurs          | Georg Kimpel (Simson Supra SS)         | Georg Kimpel (Simson Supra SS)         |                                                    |                                                    |                                        |              |
| 1926                          | Toerwagens tot 2000 cc fabriekscoureurs        | Eugen Wetzel (Ansaldo)                 | Eugen Wetzel (Ansaldo)                 |                                                    |                                                    |                                        |              |
| 1926                          | Toerwagens tot 2000 cc privécoureurs           | C. Andreae (Bugatti)                   | C. Andreae (Bugatti)                   |                                                    |                                                    |                                        |              |
| 1926                          | Racewagens tot 3000 cc fabriekscoureurs        | Willi Walb (Benz 2620 cc Tropfenwagen) | Willi Walb (Benz 2620 cc Tropfenwagen) |                                                    |                                                    |                                        |              |
| 1926                          | Racewagens tot 3000 cc privécoureurs           | Ernst Könning (Mercedes 2620 cc)       | Ernst Könning (Mercedes 2620 cc)       |                                                    |                                                    |                                        |              |
| 1926                          | Sportwagens tot 3000 cc fabriekscoureurs       | Hugo Walther (Selve)                   | Hugo Walther (Selve)                   |                                                    |                                                    |                                        |              |
| 1926                          | Sportwagens tot 3000 cc privécoureurs          | Fritz Gömöri, (Steiger)                | Fritz Gömöri, (Steiger)                |                                                    |                                                    |                                        |              |
| 1926                          | Toerwagens tot 3000 cc fabriekscoureurs        | Dr. Link (Stoewer)                     | Dr. Link (Stoewer)                     |                                                    |                                                    |                                        |              |
| 1926                          | Toerwagens tot 3000 cc privécoureurs           | August Christ (Stoewer)                | August Christ (Stoewer)                |                                                    |                                                    |                                        |              |
| 1926                          | Racewagens tot 4500 cc fabriekscoureurs        | Carl Jörns (Opel)                      | Carl Jörns (Opel)                      |                                                    |                                                    |                                        |              |
| 1926                          | Racewagens tot 4500 cc privécoureurs           | Huldreich Heusser (Steyr)              | Huldreich Heusser (Steyr)              |                                                    |                                                    |                                        |              |
| 1926                          | Sportwagens tot 5000 cc fabriekscoureurs       | Hans von Opel (Opel)                   | Hans von Opel (Opel)                   |                                                    |                                                    |                                        |              |
| 1926                          | Sportwagens tot 5000 cc privécoureurs          | Hans Ludwig (Opel)                     | Hans Ludwig (Opel)                     |                                                    |                                                    |                                        |              |
| 1926                          | Toerwagens tot 5000 cc privécoureurs           | Ernst Günther Wentzel-Mosau (Benz)     | Ernst Günther Wentzel-Mosau (Benz)     |                                                    |                                                    |                                        |              |
|                               |                                                |                                        |                                        |                                                    |                                                    |                                        |              |
| 1927                          | Racewagens tot 1100 cc fabriekscoureurs        | Hans von Meister (Amilcar)             | Hans von Meister (Amilcar)             | 175 cc                                             | 1e Karl Raufenbarth (Bücker)                       | 1e Karl Raufenbarth (Bücker)           |              |
| 1927                          | Racewagens tot 1100 cc privécoureurs           | Ulrich Kerwer (Opel)                   | Ulrich Kerwer (Opel)                   | 175 cc                                             | 2e Karl Hölzer (MWH)                               | 2e Karl Hölzer (MWH)                   |              |
| 1927                          | Sportwagens tot 1100 cc fabriekscoureurs       | Jacobi (Hanomag)                       | Jacobi (Hanomag)                       | 250 cc                                             | 1e Eugen Gerlach (Standard)                        | 1e Eugen Gerlach (Standard)            |              |
| 1927                          | Sportwagens tot 1100 cc privécoureurs          | H. Vogt (Hanomag)                      | H. Vogt (Hanomag)                      | 250 cc                                             | 2e Walter Glöckler (NSU)                           | 2e Walter Glöckler (NSU)               |              |
| 1927                          | Racewagens tot 1500 cc fabriekscoureurs        | A. Keilhold (Bugatti)                  | A. Keilhold (Bugatti)                  | 250 cc                                             | 3e Paul Bittorf (Ermag)                            | 3e Paul Bittorf (Ermag)                |              |
| 1927                          | Sportwagens tot 1500 cc fabriekscoureurs       | Heinrich Dörper (Opel)                 | Heinrich Dörper (Opel)                 | 350 cc                                             | 1e Wilhelm Schwarz (AJS)                           | 1e Wilhelm Schwarz (AJS)               |              |
| 1927                          | Sportwagens tot 1500 cc privécoureurs          | Ulrich Kerwer (Opel)                   | Ulrich Kerwer (Opel)                   | 350 cc                                             | 2e August Bohrmann (Ardie)                         | 2e August Bohrmann (Ardie)             |              |
| 1927                          | Racewagens tot 2000 cc fabriekscoureurs        | Franz Baader (Bugatti)                 | Franz Baader (Bugatti)                 | 350 cc                                             | 3e Georg Franke (AJS)                              | 3e Georg Franke (AJS)                  |              |
| 1927                          | Racewagens tot 2000 cc privécoureurs           | Georg Kimpel (Bugatti T35)             | Totaalwinnaar                          | 500 cc                                             | 1e Arthur Dom (Standard)                           | 1e Arthur Dom (Standard)               |              |
| 1927                          | Sportwagens tot 2000 cc fabriekscoureurs       | Otto Kleyer (Adler)                    | Otto Kleyer (Adler)                    | 500 cc                                             | 2e Alois Stößer (FN)                               | 2e Alois Stößer (FN)                   |              |
| 1927                          | Sportwagens tot 2000 cc privécoureurs          | Willi Seibel (Bugatti)                 | Willi Seibel (Bugatti)                 | 500 cc                                             | 3e Josef Klein (Horex)                             | 3e Josef Klein (Horex)                 |              |
| 1927                          | Sportwagens tot 3000 cc fabriekscoureurs       | Franz Baader (Bugatti)                 | Franz Baader (Bugatti)                 | Zijspan 600 cc                                     | 1e Lore Keller (FN)                                | 1e Lore Keller (FN)                    |              |
| 1927                          | Sportwagens tot 3000 cc privécoureurs          | C. Andreae (Bugatti)                   | C. Andreae (Bugatti)                   | Zijspan 600 cc                                     | 2e A. Munk (BMW R 47)                              | 2e A. Munk (BMW R 47)                  |              |
| 1927                          | Sportwagens tot 4500 cc fabriekscoureurs       | A. Platzer (Stoewer)                   | A. Platzer (Stoewer)                   | Zijspan 600 cc                                     | 3e Franz Bücker (Bücker)                           | 3e Franz Bücker (Bücker)               |              |
| 1927                          | Sportwagens tot 4500 cc privécoureurs          | Franz Melzer (Mercedes)                | Franz Melzer (Mercedes)                | Zijspan 1000 cc                                    | 1e M. Helbing (Wanderer)                           | 1e M. Helbing (Wanderer)               |              |
| 1927                          | Racewagens tot 5000 cc fabriekscoureurs        | Huldreich Heusser (Steyr)              | Huldreich Heusser (Steyr)              | Zijspan 1000 cc                                    | 2e R. Trapp (Victoria)                             | 2e R. Trapp (Victoria)                 |              |
| 1927                          | Racewagens tot 5000 cc privécoureurs           | Hans Ludwig (Opel)                     | Hans Ludwig (Opel)                     | Zijspan 1000 cc                                    | 3e A. Wohlfarth (Imperia)                          | 3e A. Wohlfarth (Imperia)              |              |
| 1927                          | Sportwagens tot 5000 cc fabriekscoureurs       | Willi Cleer (Alfa Romeo)               | Willi Cleer (Alfa Romeo)               |                                                    |                                                    |                                        |              |
| 1927                          | Sportwagens tot 5000 cc privécoureurs          | Fritz Gömöri (Steiger)                 | Fritz Gömöri (Steiger)                 |                                                    |                                                    |                                        |              |
| 1927                          | Sportwagens boven 5000 cc fabriekscoureurs     | B. Weiß (Steyr)                        | B. Weiß (Steyr)                        |                                                    |                                                    |                                        |              |
| 1927                          | Sportwagens boven 5000 cc privécoureurs        | Paul von Guilleaume (Steyr)            | Paul von Guilleaume (Steyr)            |                                                    |                                                    |                                        |              |
|                               |                                                |                                        |                                        |                                                    |                                                    |                                        |              |
| 1928                          | Racewagens tot 500 cc Internationalen          | Helmut Butenuth (Hanomag)              | Helmut Butenuth (Hanomag)              |                                                    |                                                    |                                        |              |
| 1928                          | Sportwagens tot 500 cc Internationalen         | Änne Wiest (Hanomag Kommissbrot)       | Änne Wiest (Hanomag Kommissbrot)       |                                                    |                                                    |                                        |              |
| 1928                          | Sportwagens tot 500 cc Nationalen              | Walter Gloeckler (Hanomag)             | Walter Gloeckler (Hanomag)             |                                                    |                                                    |                                        |              |
| 1928                          | Racewagens tot 750 cc Internationalen          | E. Zimmermann (Pluto)                  | E. Zimmermann (Pluto)                  |                                                    |                                                    |                                        |              |
| 1928                          | Sportwagens tot 750 cc Nationalen              | W. Hertrampf (Opel)                    | W. Hertrampf (Opel)                    |                                                    |                                                    |                                        |              |
| 1928                          | Sportwagens tot 1100 cc Internationalen        | Heinrich Dörper (Opel)                 | Heinrich Dörper (Opel)                 |                                                    |                                                    |                                        |              |
| 1928                          | Racewagens tot 1500 cc Nationalen              | Von Hohenlohe-Jagtsberg (Bugatti)      | Von Hohenlohe-Jagtsberg (Bugatti)      |                                                    |                                                    |                                        |              |
| 1928                          | Sportwagens tot 1500 cc Internationalen        | Liliane Roehrs (Adler)                 | Liliane Roehrs (Adler)                 |                                                    |                                                    |                                        |              |
| 1928                          | Sportwagens tot 1500 cc Nationalen             | A. Mahr (FAUN)                         | A. Mahr (FAUN)                         |                                                    |                                                    |                                        |              |
| 1928                          | Racewagens tot 2000 cc Internationalen         | Georg Kimpel (Bugatti)                 | Totaalwinnaar                          |                                                    |                                                    |                                        |              |
| 1928                          | Sportwagens tot 2000 cc Internationalen        | Karl Kappler (Simson Supra)            | Karl Kappler (Simson Supra)            |                                                    |                                                    |                                        |              |
| 1928                          | Sportwagens tot 2000 cc Nationalen             | Werner Diemar (Selve)                  | Werner Diemar (Selve)                  |                                                    |                                                    |                                        |              |
| 1928                          | Racewagens tot 3000 cc Internationalen         | August Momberger (Bugatti)             | August Momberger (Bugatti)             |                                                    |                                                    |                                        |              |
| 1928                          | Sportwagens tot 3000 cc Internationalen        | Hans Stuck (Austro-Daimler)            | Hans Stuck (Austro-Daimler)            |                                                    |                                                    |                                        |              |
| 1928                          | Sportwagens tot 3000 cc Nationalen             | A. Ickstadt (Opel)                     | A. Ickstadt (Opel)                     |                                                    |                                                    |                                        |              |
| 1928                          | Racewagens tot 5000 cc Internationalen         | Huldreich Heusser (Steyr)              | Huldreich Heusser (Steyr)              |                                                    |                                                    |                                        |              |
| 1928                          | Sportwagens tot 5000 cc Internationalen        | Margot von Einsiedel (Steyr)           | Margot von Einsiedel (Steyr)           |                                                    |                                                    |                                        |              |
| 1928                          | Sportwagens tot 8000 cc Internationalen        | Georg Kimpel (Mercedes-Benz)           | Georg Kimpel (Mercedes-Benz)           |                                                    |                                                    |                                        |              |

### Feldberg-Bergpreis 1934-1936 (Heuvelklim)
Toen de Feldberg-Bergpreis na een onderbreking van vijf jaar in 1934 weer werd opgepakt waren er geen verschillen meer tussen privé- en fabrieksrijders noch tussen houders van nationale en internationale licenties. Ook was de politieke omwenteling in Duitsland ook tijdens de races goed zichtbaar. Een aantal coureurs droeg een swastika op het leren pak en de 250cc-race werd een uur lang stilgelegd om een toespraak van Adolf Hitler via de geluidsinstallatie te laten horen. Dat was ook nodig omdat het rechtstreekse radioverslag van de races door dezelfde toespraak werd onderbroken. In de 600cc-zijspanrace gebeurde een ernstig ongeval met de zijspancombinatie Hans Kahrmann / Hans Witzel, waardoor Witzel overleed. Er waren 25.000 toeschouwers. In 1935 waren er 50.000 toeschouwers. De Duitse merken, vooral bij de lichte motorfietsen, waren sterk vertegenwoordigd: NSU met Oskar Steinbach en Heiner Fleischmann en DKW met Arthur Geiss en Ewald Kluge. Hans Stuck won zes jaar na zijn overwinning in de drie liter-sportwagenklasse nu de racewagenklasse boven 3.000 cc. In 1936 waren er grote successen voor Heiner Fleischmann, die zowel de 350- als de 500cc-motorrace won en het Zwitserse echtpaar Hans- en Cilly Stärkle, die met hun NSU SS 600 zowel de 600- als de 1.000cc-zijspanrace wonnen. 

#### Raceverbod
In de jaren 1936 en 1937 gebeurden er veel dodelijke ongevallen met zijspanracers in Duitsland. Naast Toni Babl verongelukten ook Karl Braun, Albert Schneider, Hans Schneider met bakkenist Josef Handelshauser en Josef Lohner. In 1938 verbood het Nationalsozialistisches Kraftfahrkorps alle zijspanraces in Duitsland. De races op de Solitudering, het Schleizer Dreieck en de Feldbergrennen werden helemaal verboden, ook omdat solorijder Oskar Steinbach en autocoureur Rudolf Steinweg verongelukt waren. Pas na de Tweede Wereldoorlog mocht er weer op de Großer Feldberg geracet worden.

#### Resultaten
| Jaar | Klasse                                | 1e                                               | 2e                                            | 3e                                                                  |
| ---- | ------------------------------------- | ------------------------------------------------ | --------------------------------------------- | ------------------------------------------------------------------- |
| 1934 | 250 cc                                | Walfried Winkler (DKW URe 250)                   | Hans Kahrmann (DKW URe 250)                   | Gert in der Elst (Rudge)                                            |
| 1934 | 350 cc                                | Ernst Loof (Imperia-Rudge)                       | Bernhard Petruschke (Rudge)                   | Hermann Paul Müller (Victoria) ex aequo Otto Schanz (Imperia-Rudge) |
| 1934 | 500 cc                                | Bernhard Petruschke (Rudge)                      | Hugo Kohlus (Rudge)                           | Ernst Loof (Imperia-Rudge)                                          |
| 1934 | 1000 cc                               | Kurt Mansfeld (BMW R 16)                         | Walfried Winkler (DKW)                        | Hans Winkler (Rudge)                                                |
| 1934 | Zijspan 350 cc                        | Ernst Loof / Onbekend (Imperia-Rudge)            | Otto Kohfink / Erwin Schumann (Imperia-Rudge) | Albert Schneider / Onbekend (Velocette KTT Mk IV)                   |
| 1934 | Zijspan 600 cc                        | Karl Braun / Erwin Badsching (Horex)             | Toni Babl / Julius Beer (Douglas G 33)        | Hans Schumann / Hermann Böhm (NSU SS 600)                           |
| 1934 | Zijspan boven 1000 cc                 | Karl Braun / Erwin Badsching (Tornax)            | Conrad Dürr / Heiner Frey (Standard)          | Josef Möritz / Onbekend (Victoria)                                  |
| 1934 | Sportwagens 800 cc                    | Adolf Brudes (MG)                                | Ernst Günther Burggaller (Austin)             | Walter Bäumer (Austin)                                              |
| 1934 | Sportwagens 1100 cc                   | Willi Briem (Amilcar C6)                         | Bobby Kohlrausch (MG K3)                      | Josef Möritz (MG Magnette)                                          |
| 1934 | Sportwagens 1500 cc                   | Ernst Günther Burggaller (Bugatti T51A)          | Hans Simons (Bugatti T37A)                    | Laszlo Hartmann (Bugatti T37A)                                      |
| 1934 | Racewagens 2000 cc                    | Rudolf Steinweg (Bugatti T35C Monoplace)         | Rudolf Sauerwein (Adler-Triumph)              |                                                                     |
| 1934 | Racewagens boven 2000 cc              | Paul Pietsch (Alfa Romeo 8C 2300 Monza)          | Herbert Wimmer (Bugatti T35B)                 | Laszlo Hartmann (Bugatti T51)                                       |
|      |                                       |                                                  |                                               |                                                                     |
| 1935 | 250 cc                                | Arthur Geiss (DKW URe 250)                       | Ewald Kluge (DKW URe 250)                     | Friedel Schön (Bücker-JAP)                                          |
| 1935 | 350 cc                                | Oskar Steinbach (NSU SS 350)                     | Heiner Fleischmann (NSU SS 350)               | Bernhard Petruschke (Rudge)                                         |
| 1935 | 500 cc                                | Oskar Steinbach (NSU SS 500)                     | Martin Stömberg (Husqvarna)                   | Heiner Fleischmann (NSU SS 500)                                     |
| 1935 | Zijspan 600 cc                        | Toni Babl / Julius Beer (Douglas G 33-Zelfbouw)  | Hans Kahrmann / Franz Höller (DKW)            | Hans Schumann / Hermann Böhm (NSU SS 600)                           |
| 1935 | Zijspan 1000 cc                       | Karl Braun / Erwin Badsching (Horex)             | Hans Schumann / Hermann Böhm (NSU)            | Paul Weyres / Josef Allemand of Karl Barth (Harley-Davidson)        |
| 1935 | Sportwagens 1100 cc                   | Heinz Brendel (FIAT)                             | Rudolf Beyrer (FIAT)                          |                                                                     |
| 1935 | Sportwagens 1500 cc                   | Kurt Illmann (BMW 315 / 1)                       | Ralph Roese (BMW 315 / 1)                     |                                                                     |
| 1935 | Sportwagens 2000 cc                   | Rudolf Hasse (Adler)                             | Rudolf Sauerwein (Adler)                      |                                                                     |
| 1935 | Sportwagens boven 2000 cc             | Herbert Berg (Mercedes-Benz SSK)                 | H. Stolze (Bugatti T35B)                      |                                                                     |
| 1935 | Racewagens 1100 cc                    | Bobby Kohlrausch (MG)                            | Walter Bäumer (Austin)                        | Adolf Brudes (MG)                                                   |
| 1935 | Racewagens 1500 cc                    | Rudolf Steinweg (Bugatti T51A Monoplace)         | Willy Seibel (Bugatti 37A)                    |                                                                     |
| 1935 | Racewagens 3000 cc                    | Herbert Wimmer (Bugatti T35B)                    |                                               |                                                                     |
| 1935 | Racewagens boven 3000 cc              | Hans Stuck (Auto Union)                          |                                               |                                                                     |
|      |                                       |                                                  |                                               |                                                                     |
| 1936 | 250 cc                                | Ewald Kluge (DKW URe 250)                        | Otto Kohfink (Imperial-Rudge)                 | Siegfried Wünsche (DKW URe 250)                                     |
| 1936 | 350 cc                                | Heiner Fleischmann (NSU SS 350)                  | Gert in der Elst (Norton CJ1)                 | Toni Port (Rudge)                                                   |
| 1936 | 500 cc                                | Heiner Fleischmann (NSU SS 500)                  | Karl Bodmer (DKW)                             | Hermann Paul Müller (DKW)                                           |
| 1936 | Zijspan 600 cc                        | Hans Stärkle / Cilly Stärkle (NSU SS 600)        | Hans Schumann / Franz Höller (NSU SS 600)     | Hans Bock / J. Vogt (Norton)                                        |
| 1936 | Zijspan 1000 cc                       | Hans Stärkle / Cilly Stärkle (NSU SS 600)        | Karl Braun / Erwin Badsching (DKW)            | Hans Schumann / Franz Höller (NSU SS 600)                           |
| 1936 | Sportwagens zonder compressor 1100 cc | Heinz Brendel (NSU-FIAT)                         | Hans Müller (BMW)                             |                                                                     |
| 1936 | Sportwagens met compressor 1100 cc    | Bobby Kohlrausch (MG)                            | Josef Verheyen (Austin)                       |                                                                     |
| 1936 | Sportwagens zonder compressor 1500 cc | Walter Glöckler (Hanomag)                        | Paul Schweder (Adler Trumph-Sport)            |                                                                     |
| 1936 | Sportwagens zonder compressor 2000 cc | Paul Schweder (Adler Trumpf Sport)               | Uli Richter (BMW 328)                         |                                                                     |
| 1936 | Sportwagens met compressor 2000 cc    | Herbert Berg (Alfa Romeo)                        | C. Röttger (Wanderer)                         |                                                                     |
| 1936 | Sportwagens zonder compressor 2000 cc | Erich Pätzold (Ford)                             | B. Eberle (Lancia)                            |                                                                     |
| 1936 | Racewagens met compressor 1100 cc     | Walter Bäumer (Austin)                           | Bobby Kohlrausch (MG)                         | Adolf Brudes (MG)                                                   |
| 1936 | Racewagens 1500 cc                    | Ernst-Dietrich Tröltsch (Bugatti T51A Monoplace) | Willi Seibel (Bugatti 37A)                    | Herbert Wimmer (Bugatti T35B)                                       |
| 1936 | Racewagens 3000 cc                    | Adolf Brudes (Bugatti T35B)                      | Herbert Wimmer (Bugatti T35B                  |                                                                     |
| 1936 | Racewagens boven 3000 cc              | Bernd Rosemeyer (Auto Union)                     |                                               |                                                                     |

### Feldbergrennen 1950-1954 (Circuit)
Gedurende de hele geschiedenis van de races waren er bijna uitsluitend Duitse winnaars. Toen de races na de oorlog op 1 oktober 1950 weer werden opgestart, gebruikte men een 11½km-lang stratencircuit rondom de Großer Feldberg en werd er nog uitsluitend met motorfietsen geracet. Start en finish lagen ten oosten van Oberreifenberg. Omdat Duitse coureurs nog waren uitgesloten van deelname aan internationale wedstrijden werd het belang van de binnenlandse races nog groter en de top van de Duitse motor- en autocoureurs kwam aan de start, zoals de latere wereldkampioenen Happi Müller, Wilhelm Noll en Fritz Cron en de toprijders van DKW, Ewald Kluge en Siegfried Wünsche.
Vanaf 1951 maakten de motorwedstrijden deel uit van het kampioenschap van Duitsland. Niet zelden trokken de races meer dan 100.000 toeschouwers. In 1951, toen de races telden voor het kampioenschap van Duitsland, waren dat er zelfs 130.000. Duitsland was toen nog uitgesloten van internationale deelname en kon daardoor met eigen reglementen racen. Dat betekende bijvoorbeeld dat de vooroorlogse compressormotoren nog gewoon gebruikt mochten worden. Daar profiteerden Walter Zeller en Schorsch Meier met hun BMW RS 500's van.
In 1952 ging Duitsland deelnemen aan het wereldkampioenschap wegrace en werden ook de motorfietsen in de Feldbergrennen aangepast aan de reglementen van de Fédération Internationale de Motocyclisme, waardoor de compressoren verdwenen en de Britse Norton Manx' de overhand in de 500cc-klasse kregen. Er kwamen 180.000 toeschouwers. Tijdens de trainingen verongelukte Horst-Wilhelm Herrmann en nog voor de start van de races werd een herinneringsplaquette voor hem onthuld. 
In 1953 was de nieuwe BMW RS 53 klaar en won Meier de 500cc-race. Er kwamen nu ook meer buitenlandse deelnemers en daaronder was ook (toen) drievoudig wereldkampioen Eric Oliver, die met zijn Norton in de zijspanrace tweede werd achter Wilhelm Noll (BMW). Werner Haas, die later in het jaar wereldkampioen 125- en 250 cc zou worden, won de 125cc-race en Siegfried Wünsche was het meest succesvol met twee overwinningen: 250- en 350 cc met de DKW RM 250 en de DKW RM 350.
In 1954 was het weer erg slecht en waren er slechts 30.000 toeschouwers. Ook de deelname van WK-rijders was beperkt: alleen in de zijspanklasse kwamen Eric Oliver/Stanley Dibben en Jean Murit/Francis Flahaut aan de start. Tot verdriet van Oliver overigens want hij brak bij een ongeluk zijn arm waardoor hij zijn werelditel niet kon verdedigen. Ook streek een aantal Australische privérijders neer: Jack Ahearn, Maurie Quincey en Keith Campbell. Ahearn won de 500cc-race met minimaal verschil voor Maurie Quincey, beiden met een Norton 30M. in de 350cc-race werden de Australiërs achter August Hobl tweede (Ahearn), derde (Quincey) en vierde (Campbell). Stanley Dibben beproefde zijn geluk ook in de 500cc-race waarin hij negende werd. Waarschijnlijk was dit ook de eerste keer dat er deelname uit de Duitse Democratische Republiek was. Horst Fügner uit Chemnitz won met een IFA de 125cc-klasse, Erhart Krumpholz uit Wilkau werd derde en Bernhard Petruschke uit Kleinmachnow werd elfde.
Voor 1955 eiste de Oberste Motorradsport-Kommission dat een deel van het circuit werd veranderd, wat echter niet gebeurde. Daardoor kwam er een einde aan de Feldbergrennen. 

#### Resultaten
| Datum          | Klasse                      | 1e                                          | 2e                                                    | 3e                                               |  |
| -------------- | --------------------------- | ------------------------------------------- | ----------------------------------------------------- | ------------------------------------------------ |  |
| 1 oktober 1950 | 125 cc                      | Hermann Paul Müller (DKW Kompressor)        | Friedel Schön (Vespa)                                 | Willy Thorn (Vespa)                              |  |
| 1 oktober 1950 | 250 cc                      | Ewald Kluge (DKW)                           | Karl Lottes (DKW RM 250)                              | Hermann Gablez (Parilla Grand Prix)              |  |
| 1 oktober 1950 | 350 cc                      | Siegfried Wünsche (DKW RM 350)              | Friedel Schön (Horex)                                 | Hermann Paul Müller (DKW RM 350)                 |  |
| 1 oktober 1950 | 500 cc                      | Ernst Hoske (BMW RS 500)                    | Karl Rührschneck (Norton 30M)                         | Siegfried Fuß (TEC)                              |  |
| 1 oktober 1950 | Zijspan 600 cc              | Wilhelm Noll / Fritz Cron (BMW)             | Bruno Ziemer / Herbert Knees (NSU)                    | Franz Vaasen / Sell (Norton 30M)                 |  |
| 1 oktober 1950 | Zijspan 1200 cc             | Sepp Müller / Fred Minderlein (BMW)         | Hans Schäfer / Franz Höller (BMW)                     | Seppenhauser / Wenshofer (BMW)                   |  |
| 1 oktober 1950 | Formule 3-racewagens 500 cc | Gottfried Vollmer (Atlas-VW-Spezial)        | Huschke von Hanstein (Monopoletta-BMW-Basis)          | Walter Komossa (Scampolo-DKW-Basis)              |  |
| 1 oktober 1950 | Sportwagens 1100 cc         | Walter Glöckler (VW-Zelfbouw)               | Gustav Henning (AFM)                                  | Huschke von Hanstein (VW)                        |  |
|                |                             |                                             |                                                       |                                                  |  |
| 20 mei 1951    | 125 cc                      | Rudi Felgenheier (DKW)                      | Hermann Paul Müller (DKW)                             | Heiner Dietrich (NSU scooter)                    |  |
| 20 mei 1951    | 250 cc                      | Hein Thorn-Prikker (Moto Guzzi Albatros)    | Ewald Kluge (DKW RM 250)                              | Rudolf Stein (NSU Rennmax)                       |  |
| 20 mei 1951    | 350 cc                      | Hans Baltisberger (AJS 7R)                  | Roland Schnell (Parilla Grand Prix)                   | Fritz Kläger (AJS 7R)                            |  |
| 20 mei 1951    | 500 cc                      | Walter Zeller (BMW RS 500)                  | Schorsch Meier (BMW RS 500)                           | Heiner Fleischmann (NSU)                         |  |
| 20 mei 1951    | Zijspan 500 cc              | Wiggerl Kraus / Bernhard Huser (BMW)        | Wilhelm Noll / Fritz Cron (BMW)                       | Bernd Lipp / Fritz Stragies (BMW)                |  |
| 20 mei 1951    | Zijspan 750 cc              | Franz Mohr / Günter Müller (BMW)            | Friedrich Staschel / Theo Schick (BMW)                | Sepp Müller / Klotz (BMW)                        |  |
|                |                             |                                             |                                                       |                                                  |  |
| 15 juni 1952   | 125 cc                      | Otto Daiker (NSU Rennfox)                   | Wilhelm Hofmann (NSU Rennfox)                         | Hubert Luttenberger (NSU Rennfox)                |  |
| 15 juni 1952   | 250 cc                      | Hein Thorn-Prikker (Moto Guzzi Albatros)    | Gotthilf Gehring (Moto Guzzi Albatros)                | Georg Braun (Parilla Grand Prix)                 |  |
| 15 juni 1952   | 350 cc                      | Fritz Kläger (AJS 7R)                       | Rudi Knees (Norton 40M)                               | Robert Zeller (AJS 7R)                           |  |
| 15 juni 1952   | 500 cc                      | Rudi Knees (Norton 30M)                     | Siegfried Fuß (Norton 30M)                            | Kurt Mansfeld (Horex)                            |  |
| 15 juni 1952   | Zijspan 500 cc              | Wilhelm Noll / Fritz Cron (BMW)             | Hermann Böhm / Karl Fuchs (Norton)                    | Franz Mohr / Günther Müller (BMW)                |  |
| 15 juni 1952   | Zijspan 750 cc              | Ernst Ebersberger / Hans Strauß (BMW)       | Fritz Hillebrand / Georg Barth (BMW)                  | Franz Mohr / Günther Müller (MFK)                |  |
|                |                             |                                             |                                                       |                                                  |  |
| 14 juni 1953   | 125 cc                      | Werner Haas (NSU Rennfox)                   | Walter Reichert (NSU Rennfox)                         | Rupert Hollaus (Mondial 125 Monoalbero)          |  |
| 14 juni 1953   | 250 cc                      | Siegfried Wünsche (DKW RM 250)              | Walter Reichert (NSU Rennmax)                         | August Hobl (DKW RM 250)                         |  |
| 14 juni 1953   | 350 cc                      | Siegfried Wünsche (DKW RM 350)              | Friedel Schön (Schnell-Horex)                         | John Storr (Norton 40M)                          |  |
| 14 juni 1953   | 500 cc                      | Schorsch Meier (BMW RS 53)                  | John Storr (Norton 30M)                               | Gerhard Mette (BMW RS 53)                        |  |
| 14 juni 1953   | Zijspan 500 cc              | Wilhelm Noll / Fritz Cron (BMW RS 53-Steib) | Eric Oliver / Stanley Dibben (Norton 30M-Watsonian)   | Wiggerl Kraus / Bernhard Huser (BMW RS 53-Steib) |  |
|                |                             |                                             |                                                       |                                                  |  |
| 18 juli 1954   | 125 cc                      | Horst Fügner (IFA)                          | Karl Lottes (MV Agusta 125 Monoalbero)                | Erhart Krumpholz (IFA)                           |  |
| 18 juli 1954   | 250 cc                      | Walter Reichert (NSU Sportmax)              | Fritz Kläger (NSU Sportmax)                           | Hubert Luttenberger (Adler)                      |  |
| 18 juli 1954   | 350 cc                      | August Hobl (DKW RM 350)                    | Maurie Quincey (Norton 40M)                           | Jack Ahearn (Norton 40M)                         |  |
| 18 juli 1954   | 500 cc                      | Jack Ahearn (Norton 30M)                    | Maurie Quincey (Norton 30M)                           | Walter Zeller (BMW RS 54)                        |  |
| 18 juli 1954   | Zijspan 500 cc              | Wilhelm Noll / Fritz Cron (BMW RS 54-Steib) | Fritz Hillebrand / Manfred Grunwald (BMW RS 54-Steib) | Willi Faust / Karl Remmert (BMW RS 54-Steib)     |  |

## Trivia

### Spannende finish?
Jack Ahearn en Maurie Quincey finishten met slechts een banddikte verschil in de 500cc-race van 1954, maar het is de vraag of de race echt zo spannend was. Het Australisch/Nieuw-Zeelandse deel van het Continental Circus was erg hecht en deed alles samen. Deze groep coureurs, waartoe ook Bob Brown, Keith Campbell, Gordon Laing, Eric McPherson, Ken Mudford en Charles Stormont behoorden, moest leven van het start- en prijzengeld en zijn marktwaarde zo hoog mogelijk houden. Daarom was het niet ongebruikelijk om niet in het WK-wegrace te starten, maar in zoveel mogelijk minder belangrijke maar lucratieve internationale races. De marktwaarde werd nog verhoogd door de races zo mogelijk spannend te laten lijken, veel inhaalmanoeuvres te plaatsen en vlak achter elkaar te finishen. Organisatoren van andere races zagen dan coureurs die goed waren voor spannende races en betaalden hogere startgelden. 